# Падение (несчастный случай)
Паде́ние — «непреднамеренный приход в состояние покоя на земле, полу или другом более низком уровне, исключая умышленную смену позиции для отдыха на предмете мебели, стене или другом объекте». Другой вариант определения — событие, когда «человек теряет равновесие, в результате чего ударяется о землю или другой объект на более низком уровне», включая людей. При этом намеренное падение на кровать, кресло или другой предмет мебели всё-таки тоже может считаться падением, если процесс перехода в положение отдыха был неконтролируемым.
В целом это один из наиболее обычных и часто происходящих в мире несчастных случаев. В американских офисах падения — самый распространённый несчастный случай и, по данным американского Центра по контролю и предотвращению заболеваний (англ. Centers for Disease Control and Prevention, CDC), самая частая причина травм, приводящих к потере трудоспособности
Всего, по оценке Всемирной организации здравоохранения (от октября 2012 года), каждый год в мире происходит 37,3 млн падений, по уровню серьёзности требующих медицинской помощи.
Падения — наиболее частая причина детских травм, приводящих к посещению отделений неотложной помощи.
Смертельные повреждения при падении возможны даже в случаях падения на лестнице, на асфальте с высоты собственного роста или с высоты до одного метра. Падения с высоты более 20—25 м почти всегда оканчиваются смертью. Падение на спину может сопровождаться значительно меньшими повреждениями, чем при падении на ноги, что объясняется наибольшей устойчивостью организма к влиянию поперечных перегрузок.
При падении с большой высоты (из окна или с балкона многоэтажного дома) выживают около 50-60% несовершеннолетних. При этом чем младше ребенок, тем больше шансов выживания, так как кости маленьких детей гораздо мягче, что предохраняет их от смертельных травм. Также часто выживают нетрезвые люди, так как алкоголь расслабляет мышцы и это значительно сокращает силу удара. Чтобы минимизировать травмы, при падении советуют цепляться за всевозможные предметы, широко расставить руки и ноги. В такой позе человек будет лететь к земле медленнее, а сила удара ослабнет.
Федеральное управление гражданской авиации США выяснило, что при падении с большой высоты смертельными для человека становятся скорости порядка 109 километров в час. Не важно, с какой высоты падает человек — если он достигнет этой скорости, его шансы выжить стремятся к нулю.

## Падение с высоты на рабочем месте
Падение с высоты часто ассоциируются со строительством, поскольку на этот вид деятельности приходится высокий процент смертей при падении. При этом при падениях на строительстве 10% смертей приходится на падение с высоты менее 3 метров.

## Падение с высоты
Для «падения с высоты» есть ряд разных определений. По Международной классификации болезней (ICD9) падение с высоты — это падение человека на землю с более высокого уровня. По определению организация Frailty and Injuries Cooperative Studies of Intervention (FICSIT) — это ненамеренный переход в положение покоя на земле, полу или другом более низком уровне. А одно из наиболее свежих определений падения с высоты — «падение с высоты большей, чем один метр».
В одном исследовании предлагается падения с высоты, в свою очередь, делить на две классификационные категории: низкие падения (меньше 3 метров для взрослых и меньше 1 метра в педиатрии) и высокие (больше 3 метров для взрослых и больше одного метра в педиатрии)
Падение с высоты год за годом сохраняет за собой мрачное лидерство среди всех известных производственных травм. По данным Роструда, эта категория занимает 32% от всех несчастных случаев, а 60% инцидентов заканчивается летальным исходом. В данном вопросе Россия не является исключением. Министерство труда Великобритании указывает на падение с высоты как основную причину смертей на производстве и самый распространённый несчастный случай. По данным ведомства, в 2019 году около 3,9 миллионов рабочих дней было потеряно в связи с этой травмой, а около 2/3 происшествий произошло на высоте до двух метров.